# Red venosa dorsal de la mano
Las venas de la mano son un conjunto de venas del miembro superior humano que acompañan las arterias de la mano en su recorrido, pero en sentido inverso. Son parte de drenaje venoso del miembro superior. Constituyen dos arcos venosos palmares, un superficial y un profundo. Las venas de la mano constituyen la primera porción del sistema venoso.
- Datos: Q60824286